# Cârțișoara
Cârțișoara es una comuna ubicada en el distrito de Sibiu, Rumania.

## Superficie
Posee una superficie de 85,76 kilómetros cuadrados.

## Demografía
Hasta 2021 la población era de 1260 habitantes, con una densidad de población de 14,69 habitantes por kilómetro cuadrado.